# Sony Ericsson W880i
Sony Ericsson W880i為Sony Ericsson於2007年2月14日所推出的行動電話，內建200萬相機。而此機也是Sony Ericsson發表最薄的3G手機，僅有0.94公分。並以其作為號召。